# Debrecen–Füzesabony-vasútvonal
A Debrecen–Füzesabony vasútvonal a MÁV 108-as számú, – a Debrecen és Tócóvölgy állomások közötti szakasz kivételével – egyvágányú, nem villamosított, 103 km hosszú vonala. A Debrecen–Balmazújváros közötti, 27 km-es szakasz villamosítását tervezik.

## Fekvése
A Hortobágyot átszelő vasútvonal Debrecen felől a 100-as , illetve Füzesabony felől a 80-as  vasúti fővonalakhoz csatlakozik. Debrecennél továbbá csatlakozik a 105-ös, a 106-os, a 107-es és a 110-es mellékvonalakhoz, Tócóvölgy vasútállomásnál pedig a 109-es vasútvonal ágazik ki. Füzesabonynál a 87 a vasútvonalhoz csatlakozik. Ohat-Pusztakócsnál a 117-es  mellékvonal, Tiszafürednél pedig a 103-as vasútvonal ágazik ki.

## Története
A vasútvonalat a Debrecen-Füzesabony-Ohat-Polgári HÉV társaság építette. 1891. augusztus 5-én nyílt meg. Ugyanezen napon indult meg a forgalom a társaság másik, Ohat és Polgár közötti vasútvonalán is.

## Fejlesztése
A vasútvonal Balmazújváros és Debrecen közötti szakaszának fejlesztéséről 2018 decemberében született kormányhatározat, amely a debreceni autógyár építéséhez kapcsolódóan a vonal jelentős fejlesztését tűzte ki az autógyár építésével párhuzamosan. 11,6 km-es szakasz megújult, Kismacs és Macs megállóhelyek között 3,6 kilométer hosszan pedig új nyomvonalra került, amelynek mentén az autógyárhoz kapcsolódóan egy új közforgalmú teherterminál és iparvágány-hálózat épült. Tocóvölgy és Debrecen állomások között második vágányt építettek. Megszűnt a 33-as főút szintbeni keresztezése, helyette új felüljáró épült. Az érintett szakaszon felújították az állomások vágányhálózatát és modernizálták a személyforgalmi létesítményeket (peronokat, felvételi épületeket) is. 2020 februárjában kiderült, hogy az első ütem fejlesztését a V-Híd Építő Zrt. végzi el közel 59 milliárd forintért. A projekt indító ünnepséget 2020. október 30-án tartották.
2023 májusára Debrecen és Macs állomások között elkészült a nyomvonal-korrekcióval kiegészített teljes rekonstrukció; 2020 júliusa és 2023. június 5-e között vágányzár volt érvényben. Ezen a szakaszon 100 km/h-ra növelték az engedélyezett legnagyobb sebességet. A jövőben tervezik Debrecen és Balmazújváros közötti szakasz villamosítását.

## Forgalma
A vasútvonalon régebben közlekedtek közvetlen gyorsvonatok Eger irányába, de sajnos (az irányváltás miatt) ma már a vonatok Füzesabonynál tovább nem közlekednek. Az ütemes menetrend bevezetése óta személyvonat jár 2 óránként Debrecen–Füzesabony között. Az általános kocsiösszeállítás: a 2009/2010 évi menetrendváltástól a Budapest–Lajosmizse vasútvonalról áthozott M41-es ingavonatok. Jelenleg a 101, 104, 106, 114. sz. BDt vezérlőkocsik teljesítenek szolgálatot 2 Bhv és M41-gyel (M41 2130, 2131, 2133, 2135, 2145, 2153, 2154, 2162, 2166, 2167, 2170, 2188). 2010/2011-től újra jártak a vonatok Egerbe. Napi 7 pár Fehérgyarmat–Debrecen–Eger közvetlen személyvonat közlekedett, mára a múlt idő használata a helyes. A 2 órás ütem mellett napi egy Debrecen–Hortobágy és Debrecen–Balmazújváros betétjárat közlekedik, szintén ingavonatként. Reggel a hivatásforgalom miatt egy Balmazújváros–Tiszafüred betétjárat is szolgál munkanaponként. Keresztek Tócóvölgyön, Balmazújvárosban, Ohat-Pusztakócson, Poroszlón és Füzesabonyban lesznek. 2023 augusztus 28-tól 2 órás ütemben, InterRégió vonatok közlekednek Debrecen-Eger viszonylatban. Ezek a járatok a MÁV 416-os sorozatú motorvonataival van kiadva.
Menetrend: https://web.archive.org/web/20130613172555/http://www.mav.hu/mrvalt/mr_megj.phtml?id=3238 A 2021-től a nyári menetrendi szezonban Budapestről Füzesabonyon át Tiszafüredig Tisza-tó expressz néven közvetlen expresszvonatok járnak.

### Utasforgalom
Debrecen–Füzesabony-vasútvonalat igénybe vevő utasok számát az alábbi táblázat tartalmazza, nem számítva a jogszabály alapján díjmentesen utazókat (65 év felettiek, 6 év alattiak, határon túli magyarok, díjmentesen utazó diákcsoportok).
| Év   | Utasszám | Változás |
| ---- | -------- | -------- |
| 2018 | 524 709  |          |

## A vasútvonal állomásai, megállóhelyei
- Debrecen (0 km)*: A vonal 100-as vonal felőli kiindulóállomása.[9]
- Tócóvölgy (6 km): a nyomvonal-korrekció során felhagyott egykori Debrecen-Vásártér állomás helyett 1991-ben átadott 6 vágányos vasútállomás, amely mindkét oldalon fény bejárati-, illetve kijárati jelzővel rendelkezik. Az állomás füzesabonyi váltókörzetében ágazik ki a 109-es számú Debrecen–Tiszalök-vasútvonal. Személyszállításra csak az 1. és 2. (átmenő) vágányt használják. A 3. vágány a füzesabonyi váltókörzetben iparvágányként ágazik ki. Szolgálat van, de a jegykiadás megszűnt. (Debrecen-Vásártér romossá vált felvételi épületét 1999-ben bontották el.)
- Kismacs mh. (10 km): 2020–2023 között újjáépült megállóhely a hajdani házgyár közelében.
- Látókép mh. (14 km): Megállóhely Debrecentől kb. 10 km-re a 33-as főútvonal útkereszteződésében. A vonatok nem állnak meg itt, a megállóhely megszűnt. Forgalmát Macs Ipari Park néven a BMW gyár rendezőpályaudvara mellett épült új megállóhely vette át.
- Macs (16 km): Nagymacs vasútállomása 3 vágányos megálló-rakodóhely, a vonatforgalomra a 3. átmenő fővágányt használják. A szolgálati helyet kezdő és végponti oldaláról is fény fedezőjelzők fedezik, melyeknek szabványos állásuk a továbbhaladást engedélyező jelzés. Integrált ütemes menetrend bevezetése esetén a vonattalálkozások Macs megállóhelyre esne, ezért indokolt a szolgálati hely állomássá fejlesztése.[10][nem megbízható forrás] 2020-2023 között állomásként épült újjá.
- Tófürdő mh. (18 km): Megszűnt megállóhely egy fürdőhely, a „Macsi-Balcsi” közelében, a Látóképi Tófürdő mellett. A vonatok régen itt csak június 1. és augusztus 31. között állnak meg.
- Nagyhát mrh. (19 km): Megállóhely Balmazújvárostól 8 km-re. A megállóhely felvételi épülettel is rendelkezik, a Debrecen felőli oldalon egy rövid rakodóvágánnyal (lezárva), és a füzesabonyi oldalon egy iparvágánnyal (lezárva). Mindkét oldalon bejárati alakjelzővel rendelkezik, amit nem kezelnek. Szolgálat nincs.
- Telekföld mh. (22 km): Rövid életű megállóhely: csak 1952. október 5. és 1962. május 26. között létezett.
- Balmazújváros (27 km): Elővárosi végállomás (Debrecen elővárosa) 4 vágánnyal. Az 1. vágány rakodó, amit cukorrépa rakodásra használnak, a 2. és 3. (átmenő) vágányt személyszállításra használják, a 4. vágányon pedig felújító szerelvények és tehervonatok szoktak várakozni. Mindkét oldalon bejárati alakjelzővel, a füzesabonyi oldalon fény fedezőjelzővel rendelkezik. A debreceni betétjáratok idáig közlekednek. Szolgálat és jegykiadás is van.
- Kónya mh. (36 km): Megállóhely a hajdani internálótábor közelében. A megállóhelyen csak egy tábla van, még lámpa sincs, a felvételi épületet már rég elbontották.
- Hortobágy  (42 km): 3 vágányos vasútállomás a falu szélén. Mindkét oldalon be- és kijárati fényjelzővel rendelkezik. A délutáni debreceni betétjárat munkanapokon ide érkezik és innen indul vissza. Személyszállításra a 2. (átmenő) és 3. vágányt használják. Az 1. és 2. vágány között szélesperon van, az első vágány kihúzóvágány.
- Hortobágyi Halastó mh. (49 km): Valamikor 3 vágányos vasútállomás volt, szolgálattal. A megállóhely mindkét oldalon fény bejárati jelzővel rendelkezik, de ezeket nem használják. A felvételi épületet lakják, de szolgálat nincs. A megállóhely közelében van az újraépített Hortobágyi Kisvasút.
- Gyökérkút mh. (54 km): Megállóhely a puszta közepén, Kónyához hasonlóan a valamikori internálótábor közelében. Felvételi épületét lakják, de szolgálat itt sincs. A 2008–09-es menetrendi időszaktól a vonatok csak május 1. és augusztus 6. között állnak meg itt.[forrás?]
- Ohat-Pusztakócs (58 km): 5 vágányos vasútállomás szintén a puszta közepén, a 117-es (Ohat-Pusztakócs–Nyíregyháza vasútvonal) végállomása. Minden oldal felől alak bejárati jelzővel rendelkezik, szolgálat és jegykiadás van. Személyszállításra csak a 2. (108-as átmenője) és 3. (117-es vonal átmenője) vágányt használják. A 2009/2010-es menetrendváltáskor megszűnt a forgalom Tiszalök felé.
- Egyek (63 km): 3 vágányos vasútállomás, mindkét oldalról alak bejárati jelzővel rendelkezik. Személyszállításra a 3. (átmenő), ritkán a 2. vágányt használják. Szolgálat és jegykiadás van. A 2008–09-es menetrendi időszaktól kezdve kora reggel közvetlen személyvonat indul innen Egerbe, késő este pedig Füzesabonyból idáig közlekedik a vonat. Ezek a vonatok korábban Ohat-Pusztakócstól/ig közlekedtek.
- Tiszafüred (73 km): 5 vágányos vasútállomás, a 103-as (Karcag–Tiszafüred) vasútvonal végállomása. Karcag felől bejárati fény-, Debrecen és Füzesabony felől alakjelzővel rendelkezik. A kora reggeli Debrecenig közlekedő vonatoknak ez a kiindulási állomása, míg a késő esti debreceni vonatoknak ez a végállomása. Tiszafüred után a vasút a 33. sz. főútvonal mellett halad át a Tisza, ill. a Tisza-tó hídjain. A 2010-es menetrendváltáskor megszűnt a személyforgalom Karcag felé, majd 2010. július 4-től újraindult.
- Poroszló (82 km): 3 vágányos vasútállomás az 1. és 2. vágány között szélesebb peronnal. Mindkét oldalról bejárati alakjelzővel rendelkezik. Személyszállításra az átmenő 3. vágányt használják. Az állomás mögé rakodóvágány ágazik ki. Szolgálat, ill. jegykiadás van.
- Kétútköz mh. (90 km): Megállóhely Kétútköz tanya (Poroszló) közelében. A megállóhelyen csak egy tábla és néhány lámpa van. 2010. december 12. után a vonatok itt nem álltak meg, de mivel a tanya így tömegközlekedéssel elérhetetlenné vált, és a bekötőút is nagyon rossz állapotban van, ezért később – a tiltakozások hatására – néhány vonatot újra megállítottak.
- Egerfarmos (93 km): 3 vágányos vasútállomás. Felvételi épületét elhagyták, erősen meg van rongálva, szolgálat nincs, az állomás alak bejárati jelzőit nem kezelik. Személyszállításra csak az átmenő 3. vágányt használják.
- Mezőtárkány (97 km): 3 vágányos vasútállomás fény bejárati jelzőkkel. A felvételi épületet bezárták, szolgálat nincs, a jelzőket nem kezelik. Személyszállítás csak az átmenő 3. vágányon van.
- Füzesabony (103 km): A vonal 80-as vonal felőli végállomása.

* (A zárójelben megadott km-távolságok az állomások Debrecentől mért távolságát mutatják.)

## Állomások galériája

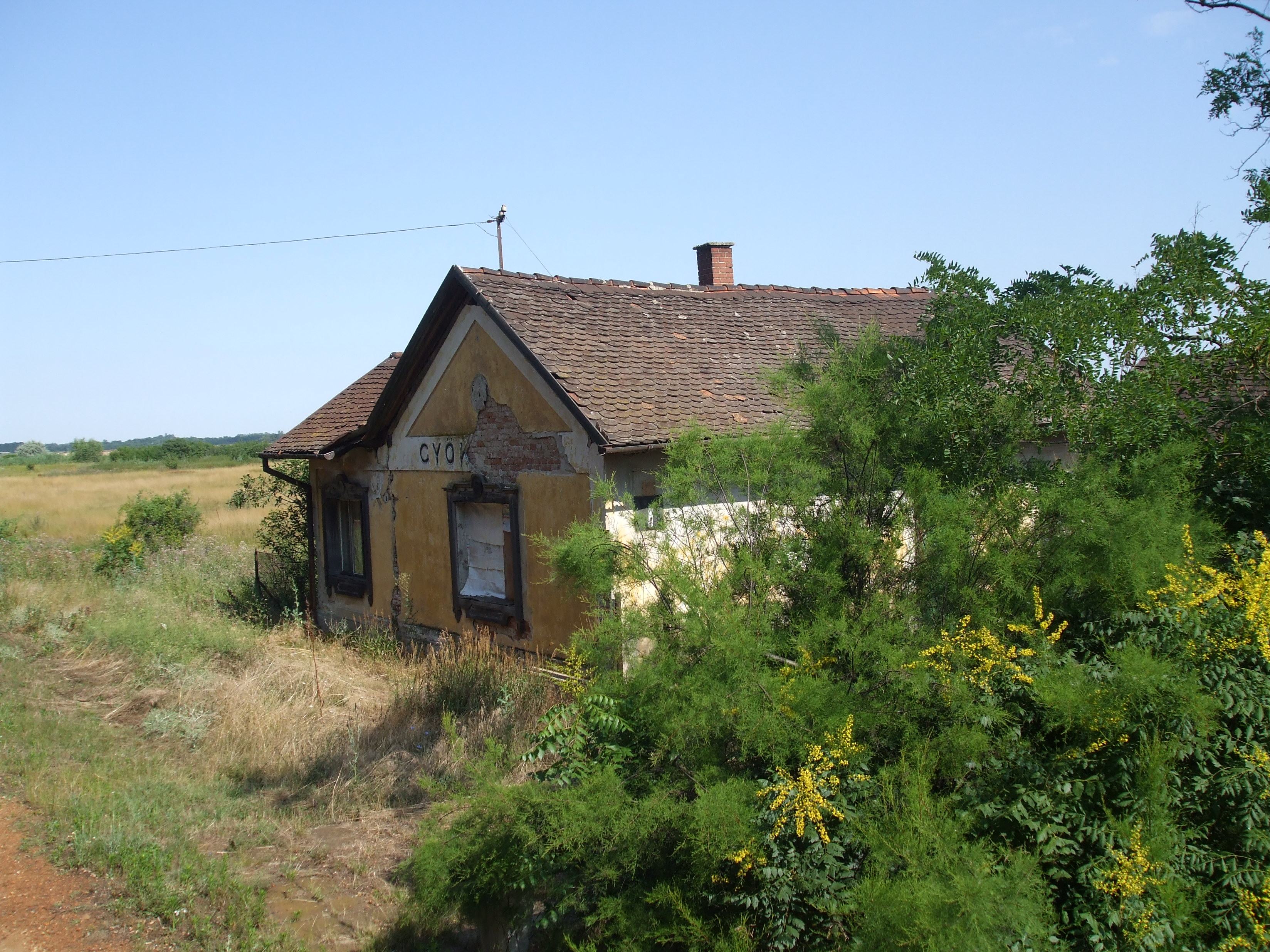
Gyökérkút
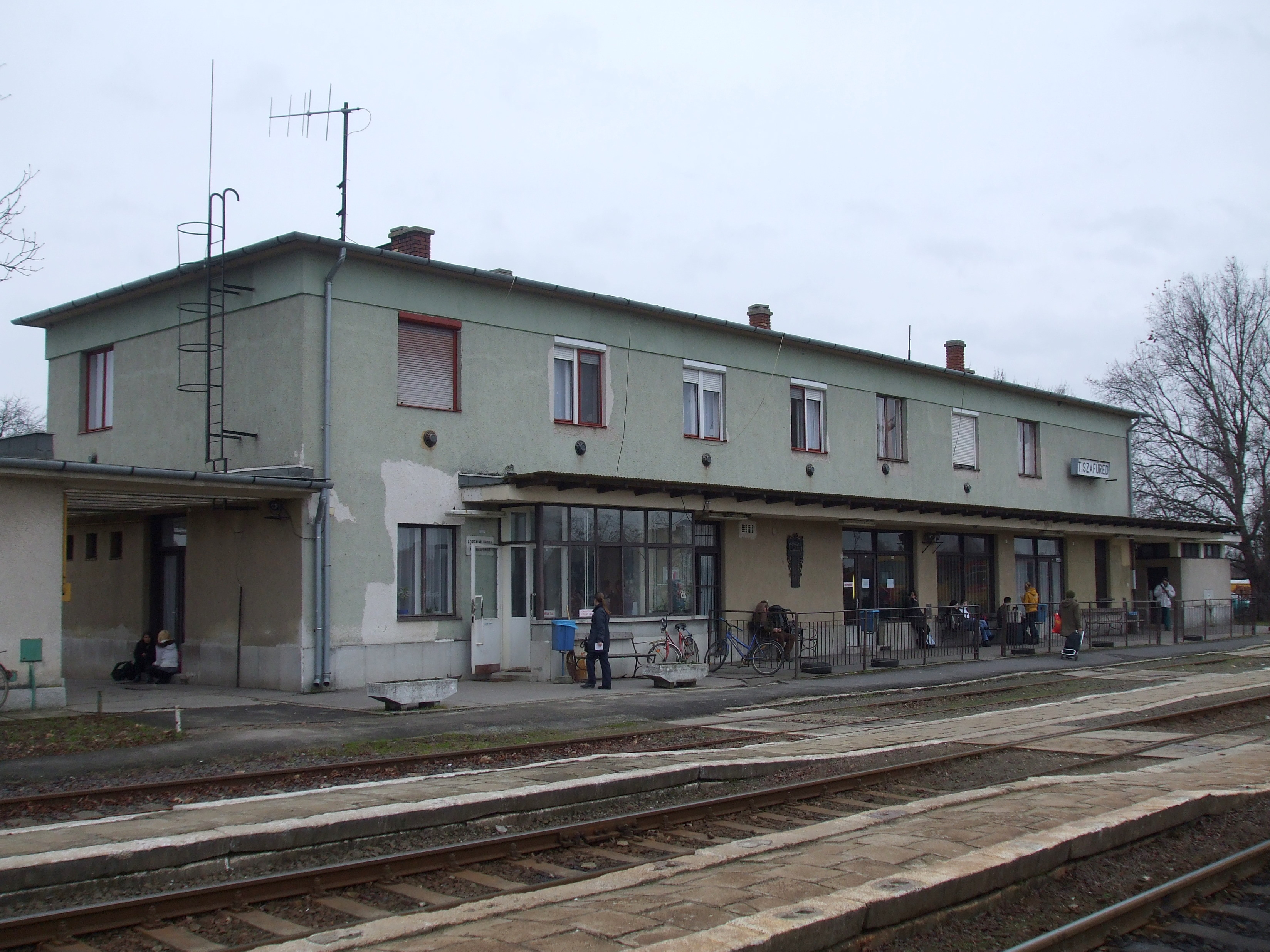
Tiszafüred
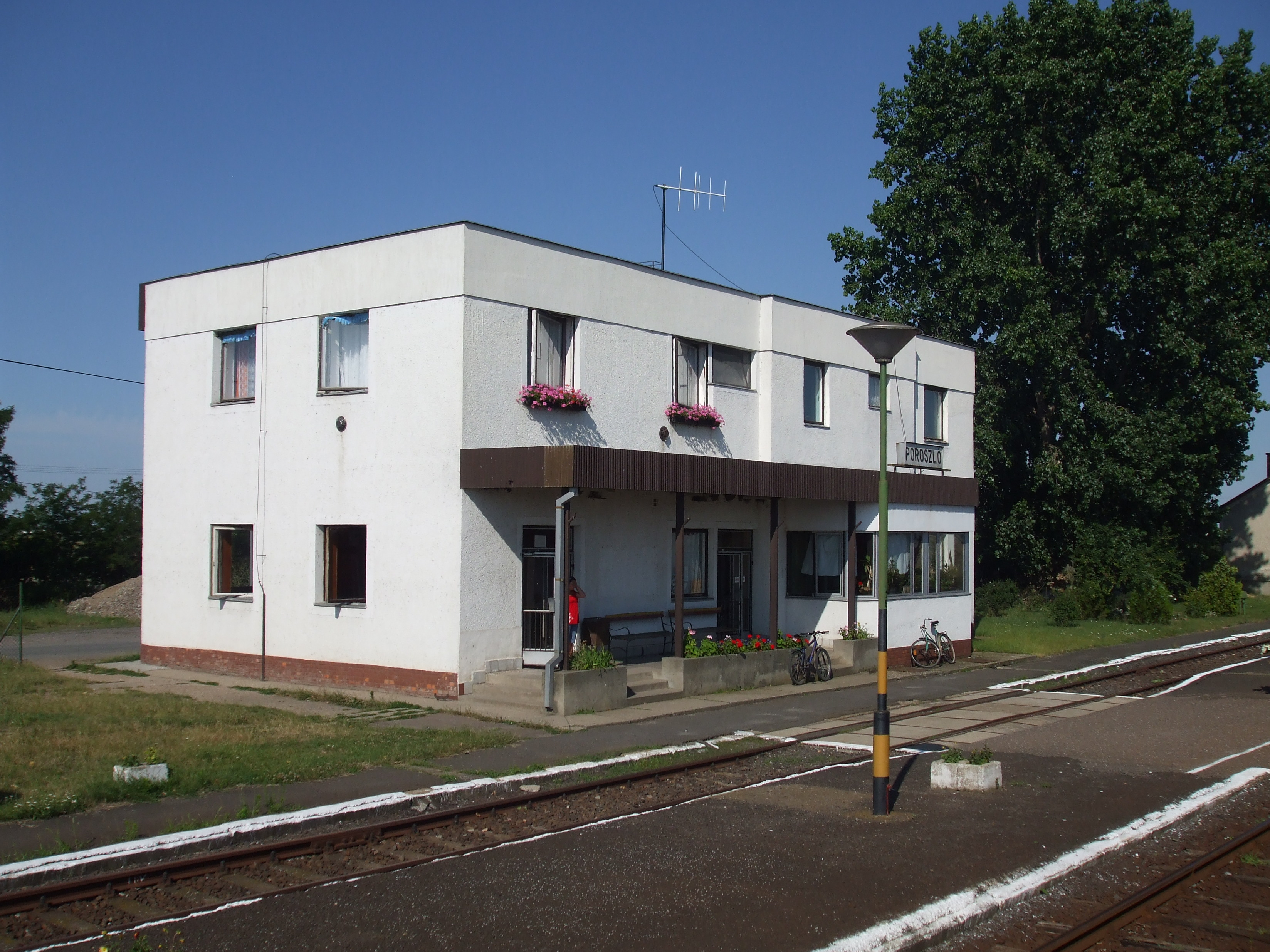
Poroszló
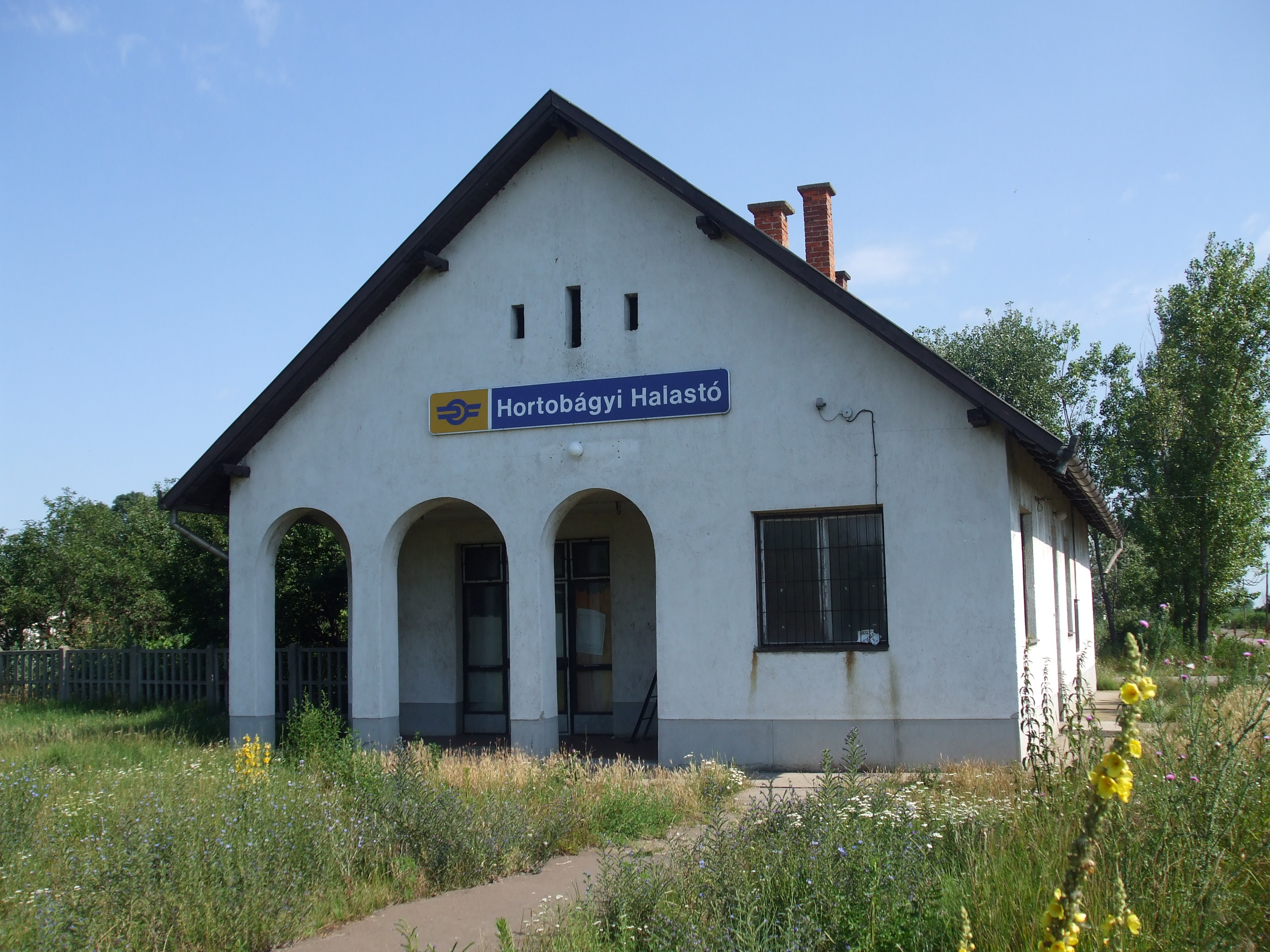
Hortobágyi Halastó

## Balesetek
A macsi vasúti baleset egy 1991. február 20-án bekövetkezett vasúti baleset volt Macs vasútállomás bejáratánál. A sűrű ködben, reggel 6 óra 9 perckor a Debrecenbe közlekedő, M41-es sorozatú dízelmozdonnyal vontatott személyvonat beleütközött a tolatást végző szerelvényvonat Btx típusú vezérlőkocsijába. A balesetben 3 ember halt meg és 19 megsérült.